# Ullmann's Encyclopedia of Industrial Chemistry
La Ullmann's Encyclopedia of Industrial Chemistry è una enciclopedia che tratta di chimica industriale e altri campi correlati, come biotecnologia, scienza dei materiali, chimica analitica e protezione ambientale. La prima edizione di dodici volumi è stata pubblicata in tedesco da Fritz Ullmann negli anni 1914-1922 con il titolo Ullmanns Enzyklopädie der Technischen Chemie. La quarta edizione in 25 volumi (1972-1984) è stata l'ultima pubblicata in tedesco. Dalla quinta edizione in 36 volumi (1985-1996) l'opera è stata pubblicata in inglese. Alla quinta edizione hanno contribuito circa 3000 autori internazionali provenienti sia dall'università sia dall'industria. L'attuale edizione è la settima, in 40 volumi (2011-2014). L'opera può essere acquistata anche in DVD o via internet sul sito dell'editore.